# Мосьциська (Серпецький повіт)
Мосьциська (пол. Mościska) — село в Польщі, у гміні Щутово Серпецького повіту Мазовецького воєводства.
Населення — 187 осіб (2011).
У 1975-1998 роках село належало до Плоцького воєводства.

## Демографія
Демографічна структура станом на 31 березня 2011 року:
|          | Загалом | Допрацездатний вік | Працездатний вік | Постпрацездатний вік |
| -------- | ------- | ------------------ | ---------------- | -------------------- |
| Чоловіки | 98      | 21                 | 65               | 12                   |
| Жінки    | 89      | 18                 | 45               | 26                   |
| Разом    | 187     | 39                 | 110              | 38                   |